# Marco van Ginkel
Marco van Ginkel (Amersfoort, 1 de diciembre de 1992) es un futbolista neerlandés que juega de centrocampista. Actualmente se encuentra sin equipo.

## Trayectoria

### Vitesse Arnhem
Inició su carrera en los filiales del Vitesse a los 7 años de edad en 1999. Después pasar por todos los niveles del club, debutó en el primer equipo el 9 de abril de 2010, sustituyendo a Nicky Hofs en el minuto 67 en un encuentro que se perdió 4-1 contra el RKC Waalwijk en la Eredivisie. Tenía 17 años en el momento en que debutó. Su primer gol lo hizo en su primer partido de la temporada 2010-11, en el minuto 43 para poner el marcador 2-2 en el segundo tiempo contra el A. F. C. Ajax para una victoria por 4-2. Anotó el segundo y el quinto gol del Vitesse en un 5–2 contra el Roda JC el 29 de enero de 2011.
En la Copa Neerlandesa, el 19 de diciembre de 2012, anotó el segundo gol del Vitesse en una victoria 10–1 ante del ADO '20. Después de una temporada en la que anotó 8 goles para el Vitesse, el equipo terminó en cuarta posición de la tabla, la posición más alta del club desde que terminaron en el tercer puesto en 1997-98. Fue votado como el jugador neerlandés más talentoso del año, premiándolo por su desempeño como el mejor futbolista sub-21. Después de su fichaje por el Chelsea, Peter Bozs, entrenador del Vitesse dijo de él que podría ser el próximo Frank Lampard.

### Chelsea FC
El 3 de julio de 2013 el Chelsea F. C. de la Premier League anunció que se había llegado a un acuerdo con el Vitesse para su transferencia por un valor que rondaría por los 28 millones de euros. El 5 de julio el club inglés confirmó que habían completado el fichaje con un contrato de 5 años con el internacional neerlandés.

### Cesiones
Tras no haberse acomodado en Chelsea, fue cedido sucesivamente, pasando la temporada 2014-15 en el A. C. Milan de la Serie A italiana. La temporada siguiente marchó al Stoke City de la Premier, club que abandonó en enero para irse al PSV Eindhoven neerlandés donde jugó el tramo final de la temporada 2015-16. Regresó al club en dos ocasiones: la primera en enero de 2017 para jugar un año y medio y posteriormente en octubre de 2020.

### PSV Eindhoven
El 18 de junio del 2021 hizo permanente su estancia en el PSV Eindhoven  tras su estancia cedido. Tras una temporada en la que comenzó de titular pero fue perdiendo el puesto para pasar a ocupar un papel secundario. La llegada de Ruud van Nistelrooy la temporada 2022-23 hizo que Marco Van Ginkel perdiera relevancia lo que, sumado a una lesión que le apartó del equipo en los primeros meses de competición, le acabó haciendo buscar más minutos en otro equipo.

### Vuelta al Vitesse Arnhem
El 31 de enero de 2023, Van Ginkel vuelve al Vitesse después de casi 10 años. En el club coincide con su excompañero Davy Pröpper. Con Phillip Cocu como entrenador, Marco juega 13 partidos, anotando dos goles y dando dos asistencias. Con la llegada de la temporada 23/24, Van Ginkel es nombrado capitán. Los problemas del equipo para anotar, unidos a que Van Ginkel era el máximo goleador, hacen que se le haga jugar como delantero, logrando ser el máximo goleador del equipo con 7 goles. El equipo desciende con solo 6 puntos, debido en parte a la deducción de 18 puntos por una sanción de índole económico.

## Selección nacional
Debutó en la selección de fútbol de los Países Bajos contra Alemania el 14 de noviembre de 2012, entrando como sustituto en un encuentro amistoso que quedó 0-0 en el Amsterdam Arena. Después de debutar en la selección absoluta, en mayo del 2013 fue incluido en la selección sub-21 para el Campeonato de Europa sub-21 en Israel.

## Estadísticas
| Club                            | Div.          | Temporada     | Liga  | Liga  | Copas nacionales | Copas nacionales | Copas internacionales | Copas internacionales | Total | Total |
| Club                            | Div.          | Temporada     | Part. | Goles | Part.            | Goles            | Part.                 | Goles                 | Part. | Goles |
| ------------------------------- | ------------- | ------------- | ----- | ----- | ---------------- | ---------------- | --------------------- | --------------------- | ----- | ----- |
| S. B. V. Vitesse · Países Bajos | 1.ª           | 2009-10       | 4     | 0     | 0                | 0                | ―                     | ―                     | 4     | 0     |
| S. B. V. Vitesse · Países Bajos | 1.ª           | 2010-11       | 26    | 5     | 2                | 0                | ―                     | ―                     | 28    | 5     |
| S. B. V. Vitesse · Países Bajos | 1.ª           | 2011-12       | 34    | 5     | 4                | 1                | ―                     | ―                     | 38    | 6     |
| S. B. V. Vitesse · Países Bajos | 1.ª           | 2012-13       | 33    | 8     | 4                | 1                | 4                     | 3                     | 41    | 12    |
| Chelsea F. C. Inglaterra        | 1.ª           | 2013-14       | 2     | 0     | 1                | 0                | 1                     | 0                     | 4     | 0     |
| Chelsea F. C. Inglaterra        | Total club    | Total club    | 2     | 0     | 1                | 0                | 1                     | 0                     | 4     | 0     |
| A. C. Milan · Italia            | 1.ª           | 2014-15       | 17    | 1     | 1                | 0                | ―                     | ―                     | 18    | 1     |
| A. C. Milan · Italia            | Total club    | Total club    | 17    | 1     | 1                | 0                | 0                     | 0                     | 18    | 1     |
| Stoke City F. C. Inglaterra     | 1.ª           | 2015-16       | 17    | 0     | 4                | 0                | ―                     | ―                     | 21    | 0     |
| Stoke City F. C. Inglaterra     | Total club    | Total club    | 17    | 0     | 4                | 0                | 0                     | 0                     | 21    | 0     |
| PSV Eindhoven · Países Bajos    | 1.ª           | 2015-16       | 13    | 8     | 1                | 0                | 2                     | 0                     | 16    | 8     |
| PSV Eindhoven · Países Bajos    | 1.ª           | 2016-17       | 15    | 7     | ―                | ―                | ―                     | ―                     | 15    | 7     |
| PSV Eindhoven · Países Bajos    | 1.ª           | 2017-18       | 28    | 14    | 3                | 2                | 2                     | 0                     | 33    | 16    |
| PSV Eindhoven · Países Bajos    | 1.ª           | 2020-21       | 11    | 1     | 0                | 0                | 1                     | 0                     | 12    | 1     |
| PSV Eindhoven · Países Bajos    | 1.ª           | 2021-22       | 23    | 1     | 4                | 0                | 11                    | 1                     | 38    | 2     |
| PSV Eindhoven · Países Bajos    | 1.ª           | 2022-23       | 1     | 0     | 0                | 0                | 3                     | 0                     | 4     | 0     |
| PSV Eindhoven · Países Bajos    | Total club    | Total club    | 91    | 31    | 8                | 2                | 19                    | 1                     | 118   | 34    |
| S. B. V. Vitesse · Países Bajos | 1.ª           | 2022-23       | 13    | 2     | ―                | ―                | ―                     | ―                     | 13    | 2     |
| S. B. V. Vitesse · Países Bajos | 1.ª           | 2023-24       | 30    | 7     | 2                | 0                | ―                     | ―                     | 32    | 7     |
| S. B. V. Vitesse · Países Bajos | Total club    | Total club    | 140   | 27    | 12               | 2                | 4                     | 3                     | 156   | 32    |
| Boavista F. C. Portugal         | 1.ª           | 2024-25       | 11    | 1     | ―                | ―                | ―                     | ―                     | 11    | 1     |
| Boavista F. C. Portugal         | Total club    | Total club    | 11    | 1     | 0                | 0                | 0                     | 0                     | 11    | 1     |
| Total carrera                   | Total carrera | Total carrera | 278   | 60    | 26               | 4                | 24                    | 4                     | 328   | 68    |
| 1. 2.                           |               |               |       |       |                  |                  |                       |                       |       |       |

## Palmarés

### Campeonatos nacionales
| Título                        | Club          | País         | Año     |
| ----------------------------- | ------------- | ------------ | ------- |
| Eredivisie                    | PSV Eindhoven | Países Bajos | 2015-16 |
| Supercopa de los Países Bajos | PSV Eindhoven | Países Bajos | 2016    |
| Eredivisie                    | PSV Eindhoven | Países Bajos | 2017-18 |
| Supercopa de los Países Bajos | PSV Eindhoven | Países Bajos | 2021    |
| Copa de los Países Bajos      | PSV Eindhoven | Países Bajos | 2021-22 |
| Supercopa de los Países Bajos | PSV Eindhoven | Países Bajos | 2022    |

### Distinciones individuales
| Distinción                          | Año     |
| ----------------------------------- | ------- |
| Talento del Año en los Países Bajos | 2012-13 |